# Jani Rita
Jani Markus Rita (* 25. Juli 1981 in Helsinki) ist ein ehemaliger finnischer Eishockeyspieler. Der linke Flügelstürmer verbrachte den Großteil seiner Karriere bei Jokerit und ist mit 617 absolvierten Spielen deren Rekordspieler. In der National Hockey League war er zudem für die Edmonton Oilers und die Pittsburgh Penguins aktiv. Mit der finnischen Nationalmannschaft gewann er bei der Weltmeisterschaft 2006 die Bronzemedaille.

## Karriere
Jani Rita begann seine Karriere als Eishockeyspieler bei Jokerit Helsinki, für die er von 1997 bis 2001 in der SM-liiga aktiv war. Mit dem Hauptstadtklub wurde er 1998 Dritter der finnischen Meisterschaft sowie 2000 Finnischer Vizemeister. In dieser Zeit wurde er zudem im NHL Entry Draft 1999 in der ersten Runde als insgesamt 13. Spieler von den Edmonton Oilers ausgewählt, für die er in der Saison 2001/02 sein Debüt in der National Hockey League gab. Allerdings stand er nur in einer Partie auf dem Eis stand, in der er punktlos blieb. Auch in den folgenden beiden Spielzeiten wurde der Finne nur sporadisch im NHL-Team der Oilers eingesetzt und spielte überwiegend für deren Farmteams aus der American Hockey League, die Hamilton Bulldogs und Toronto Roadrunners. 2000 war er zudem von den Kelowna Rockets beim CHL Import Draft in der ersten Runde als insgesamt 54. Akteur gezogen worden. Diese kamen aber wegen Ritas Vertrag mit den Oilers nicht zum Zuge.
Während des Lockouts in der NHL-Saison 2004/05 kehrte Rita als Free Agent in seine finnische Heimat zurück, wo er mit HPK Hämeenlinna den dritten Platz belegte. Anschließend nahmen ihn die Edmonton Oilers wieder unter Vertrag, die ihn allerdings bereits am 26. Januar 2006 gemeinsam mit Verteidiger Cory Cross an die Pittsburgh Penguins abgaben. Im Gegenzug wechselte der Schwede Dick Tärnström in die kanadische Metropole. Nach der Saison wurde der Angreifer von seinem Ex-Klub Jokerit Helsinki verpflichtet, für den er fortan spielte und mit dem er 2007 Vizemeister wurde.
Rita war nach seiner Rückkehr zu Jokerit insgesamt 10 Jahre für die Mannschaft aktiv, von 2014 bis 2016 auch in der Kontinentalen Hockey-Liga. Er beendete seine aktive Karriere nach der Saison 2015/16 als Rekordspieler von Jokerit, mit 617 Einsätzen in der regulären Saison.

### International
Für Finnland nahm Rita an den U20-Junioren-Weltmeisterschaften 1999, 2000 und 2001, sowie den Weltmeisterschaften 2005 und 2006 teil.

## Erfolge und Auszeichnungen
- 2000 Finnischer Vizemeister mit Jokerit Helsinki
- 2005 Raimo-Kilpiö-Trophäe
- 2007 Finnischer Vizemeister mit Jokerit Helsinki
- 2007 Aarne-Honkavaara-Trophäe

### International
- 2001 Silbermedaille bei der U20-Junioren-Weltmeisterschaft
- 2001 All-Star-Team U20-Junioren-Weltmeisterschaft
- 2006 Bronzemedaille bei der Weltmeisterschaft